# Objat
Objat é uma comuna francesa na região administrativa da Nova Aquitânia, no departamento de Corrèze. Estende-se por uma área de 9,57 km². Em 2010 a comuna tinha 3 718 habitantes (densidade: 388,5 hab./km²).